# La Grita
La Grita è una città del Venezuela situata nello Stato di Táchira e in particolare nel comune di Jáuregui.